# Église de Moularès
L'église de Moularès, située dans la ville de Moularès en Tunisie, est une église catholique bâtie en 1925 à l'époque du protectorat français. Cédée au gouvernement tunisien au moment des nationalisations des compagnies minières, elle est actuellement fermée.

## Paroisse de Moularès pendant le protectorat
La découverte des gisements de phosphate par Philippe Thomas en 1886 dans les gorges de Selja est à l'origine de la création de villages miniers dont celui de Moularès. Pour exploiter le minerai, des ingénieurs et des techniciens français s'établissent sur place. Une main d'œuvre venue d'Italie, de Malte et d'Espagne complète cette présence chrétienne naissante. L'exploitation de la mine démarre en 1904 ; la paroisse de Redeyef est créée en 1924 et la construction d'une église est très vite décidée par les dirigeants de la Compagnie des phosphates et des chemins de fer de Gafsa qui exploite le site.
L'église est bâtie en 1925 au centre du village minier. De style néogothique, elle est constituée d'une nef unique sans transept. Éclairée par des fenêtres de forme ogivale, elle est surmontée d'un clocher-arcade.

## Bâtiment après l'indépendance
La mine est peu touchée par les bouleversements causés par l'indépendance de la Tunisie. Il y a peu de fonctionnaires et le gisement est exploité par une compagnie privée. Cependant, la paroisse se vide peu à peu des Européens. Ils ne sont plus que 65 personnes en 1962, dont cinq retraités. En 1966, la paroisse de Moularès est rattachée à celle de Gafsa en même temps que les autres paroisses minières de Redeyef, Métlaoui et Mdhilla.
Les mines sont finalement nationalisées ainsi que leur patrimoine immobilier et le personnel européen renvoyé. L'église de Moularès est fermée depuis.